# Cimetière de Bailleul
Le cimetière de Bailleul centre est un cimetière situé sur le territoire de la commune de Bailleul, dans le département du Nord.

## Situation et accès
Quatre entrées permettent d'accéder à l'intérieur du cimetière :
- L'entrée dite « principale » située à l'angle de la rue Paul Perrier et de la rue des Sœurs Noires. Cette entrée n'a pas de n° de rue.
- L'entrée « Bellekindt » se situe face au débouché de l'avenue François Rabelais.
- L'entrée « Honoré Declercq » située à proximité du parking du centre social éponyme.
- L'entrée « Commonwealth » se situe face au débouché de l'allée du Commonwealth.

L'entrée principale est cantonnée de deux édifices. Du côté droit se trouve une petite chapelle dédiée à Notre Dame de Hal. Inaugurée le 7 septembre 1930, elle est érigée d'après les plans de l'architecte Louis Roussel. Du côté gauche de l'entrée se trouve la maison du gardien, édifiée en 1923 sur les plans de l'architecte Jacques Barbotin.
Le cimetière est ouvert tous les jours de 9 h à 19 h.

## Histoire
Autrefois situé près de l'église Saint-Vaast, le cimetière de Bailleul est implanté sur son site actuel depuis la fin du XVIIIe siècle.
L'abbé Ernest Lotthé écrit à son sujet en 1958 : 
Aucun cimetière, sans excepter ceux d'Italie, ne m'a paru aussi beau que celui de Bailleul. Nos pères avaient un art de disposer les choses naturellement et de créer une poésie en des lieux qui ne sembleraient voués qu'à la tristesse et aux pleurs. Dès la grille franchie, le haut calvaire encadré de peupliers apparaît au bout d'une allée de tilleuls taillés en espaliers. Aux pieds du Christ, sur une levée de terre, trois pierres sont légèrement inclinées, dont les noms se devinent à peine sous la patine verdâtre.

Là, reposent les anciens pasteurs des deux paroisses au milieu de leurs ouailles. Cette allée centrale est la seule qui soit rectiligne, les autres, étroites et sinueuses, bordées de buis, se croisent comme dans les jardins privés.

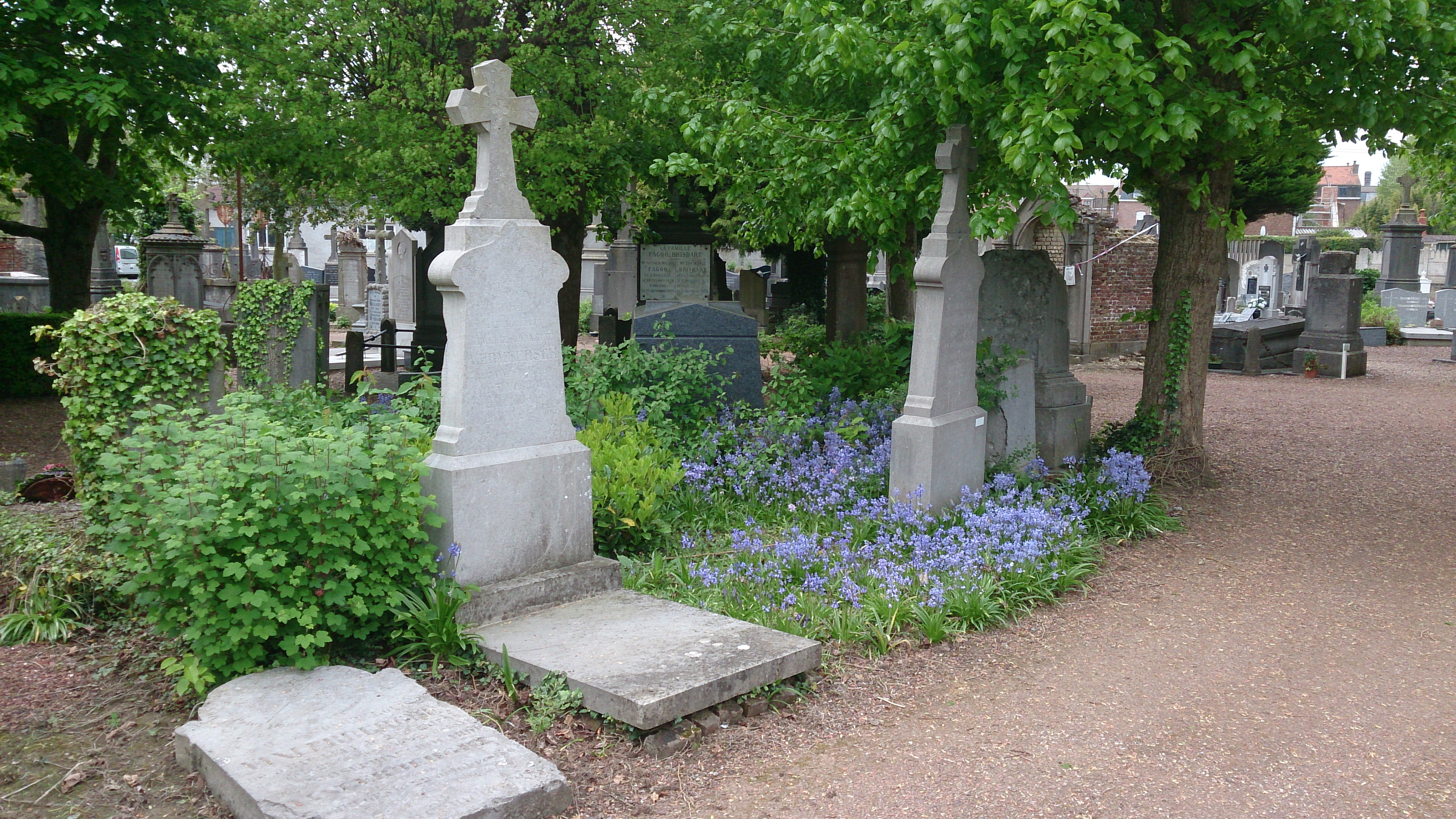
Une allée du cimetière de Bailleul (Nord)
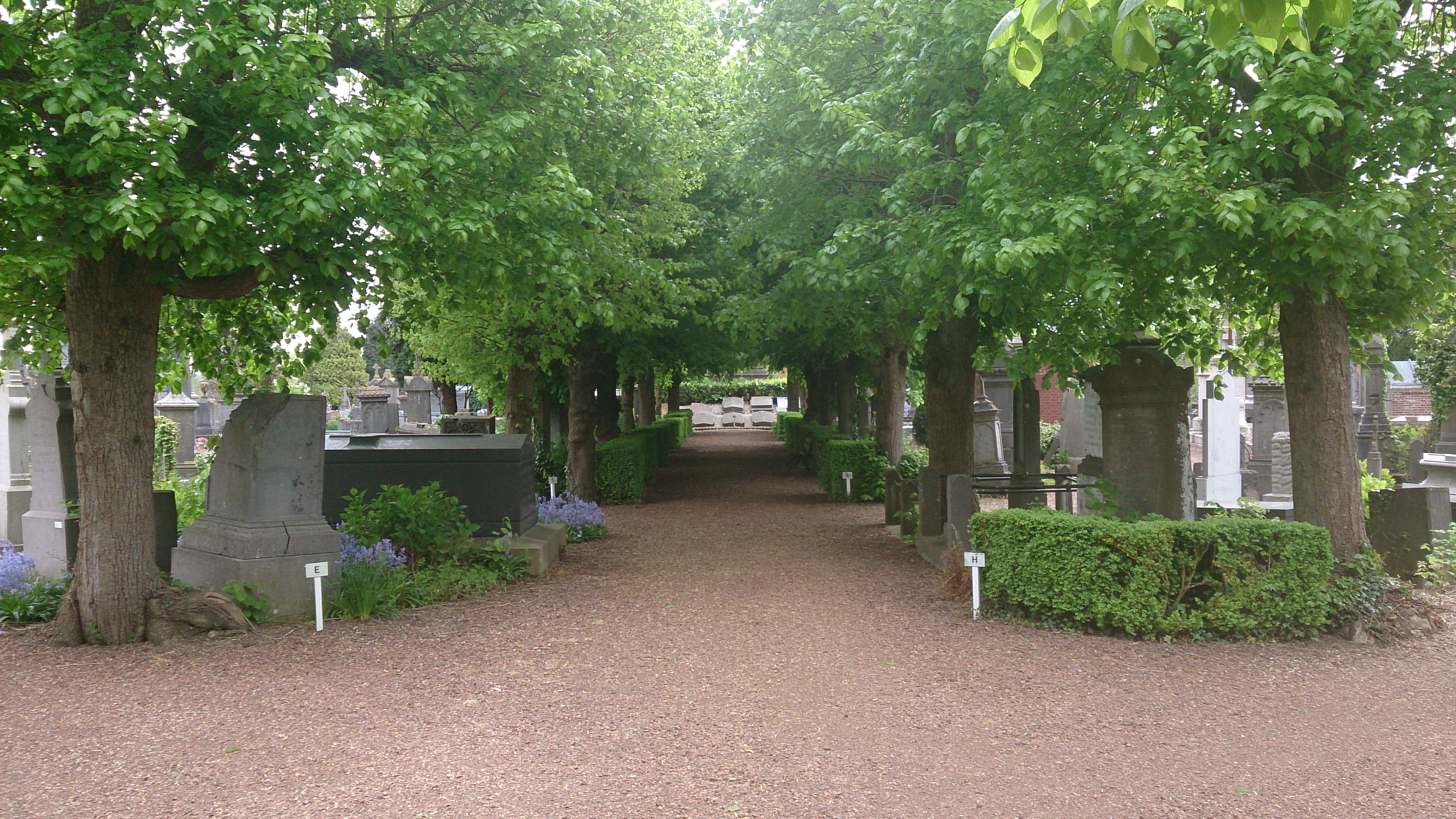
L'allée principale du cimetière de Bailleul (Nord)

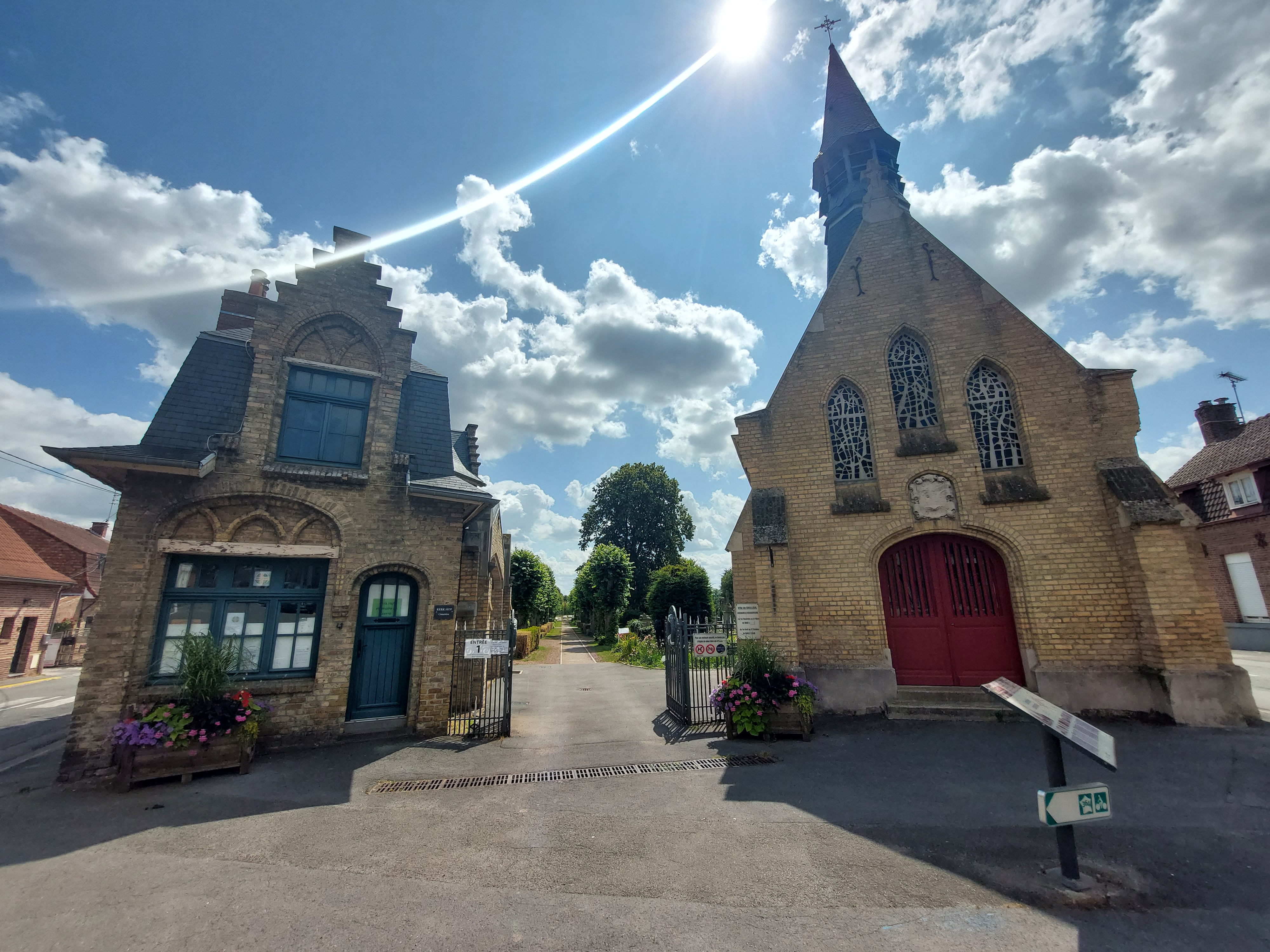
Entrée du cimetière de Bailleul - Rue des sœurs noires - Juillet 2023

## Célébrités
Le cimetière de Bailleul abrite la sépulture de plusieurs célébrités françaises. Y reposent notamment :
- Louis Behaghel (1792-1868) ;
- Honoré Declerck (1765-1843) ;
- Jean Delobel (1933-2013) ;
- Léona Delcourt dit Nadja (1902-1941) ;
- Michel Delebarre (1946-2022) ;
- Jules Alphonse Deturck (1862-1941) ;
- Natalis Dumez (1890-1976) ;
- Julien Koszul (1844-1927) ;
- Ignace Plichon (1814-1888) ;
- Joseph Van Merris-Hynderick (1761-1833) ;
- Pharaon de Winter (1849-1924)

## Mémoriaux
Le cimetière de Bailleul centre jouxte le cimetière militaire Bailleul Communal Cemetery And Extension.

## Conservation du patrimoine
Le patrimoine funéraire bailleulois fait l'objet de travaux de valorisation et de restauration par l'association « Kerk Hof, Mémoire de pierre», depuis 2012.